# Juan Cepeda
Juan Cepeda (n. Rosario, Santa Fe, Argentina, 4 de mayo de 1869 - † Ídem, 10 de mayo de 1954) fue un político argentino, gobernador interino de la provincia de Santa Fe.

## Biografía
Nació en Rosario en 1869, hijo único de Juan Elías Cepeda y Adelaida Gigena. Su niñez transcurrió entre las ciudades de Rosario y Villa Constitución, donde se encontraba la estancia de propiedad familiar. Realizó sus estudios en Rosario, en la escuela Isidro Aliau, en el Colegio Santa Rosa de Monseñor Milcíades Echagüe y en el Colegio Nacional.
En enero de 1885, con apenas 16 años, fue nombrado recaudador de rentas de la provincia de Santa Fe en la receptoría de Rosario, lugar en el que estuvo hasta diciembre de 1886. En 1887 se le otorgó el cargo de Sub Receptor del departamento San Urbano (hoy General López).
Militó en política desde muy joven llegando a ser nombrado, en 1898, Elector de Bernardo Iturraspe en las elecciones que lo designaron Gobernador de Santa Fe. Desde abril de 1898 a marzo de 1904 fue Diputado Provincial de la provincia de Santa Fe, por el departamento Rosario y, desde marzo de 1904 a diciembre de 1919, Senador Provincial de la misma provincia por el departamento Constitución. En octubre de 1907, intervino en la Comisión Reformadora de la Constitución de la Provincia de Santa Fe.

### Gobernador de la provincia de Santa Fe
El 9 de mayo de 1916 asumieron la Gobernación de Santa Fe Rodolfo Lehmann y Francisco Elizalde. Tiempo más tarde, luego de la renuncia del segundo, Cepeda, quien se encontraba ocupando el cargo de presidente Pro tempore del Senado, recibió la orden de ocuparse del cargo frente a la renuncia de Lehmann.
En la noche del 1 de diciembre de 1919 le fue entregado un telegrama que decía:

Baje a Santa Fe en el 1er tren de las siete para hacerse cargo del gobierno
Rodolfo Lehmann

Su mandato finalizó el 9 de mayo de 1920, al cumplirse los 4 años del período de Lehmann.

### Jefe de la Policía de Rosario
En 1920 el gobernador Enrique Mosca lo nombró Jefe de la Policía de Rosario, cargo en el que permaneció hasta 1924. Al frente de la Policía hizo aprobar el Reglamento Interno y Manual de Instrucciones (3 de septiembre de 1922). Este fue el primer reglamento para la Policía de Rosario, con los procedimientos que debían observarse en todos los delitos y demás circunstancias en que correspondiese la intervención de la policía, adaptándolo a las prescripciones del Código Penal. Además, durante su gestión se construyeron los edificios de muchas de las comisarías que aún existen, y se creó la Caja Mutual de la Policía brindando ayuda económica al personal de la fuerza.

### Vicegobernador de Santa Fe y antipersonalista
El 9 de mayo de 1924 asumió la gobernación provincial la fórmula Ricardo Aldao-Juan Cepeda, lo que lo llevó por segunda vez a la Casa Gris.
Por ese entonces, una parte del radicalismo de Santa Fe, en la que se encontraba Cepeda, se adhirió a la política de Marcelo T. de Alvear, tomando la denominación de antipersonalista. Se constituyeron en la provincia numerosos comités "cepedistas", para brindarle apoyo.

### Política en laDécada Infame
Entre los años 1935 y 1936, el Presidente Agustín P. Justo, estrecho amigo de Cepeda, lo nombró Administrador General de Contribución Territorial de la Nación. Al año siguiente, es designado nuevamente como Jefe de la Policía de Rosario, cargo que ocupó hasta asumir como Senador Nacional en 1937, ocupando este puesto hasta 1943, cuando es destituido por la revolución de Ramírez-Rawson-Farrell.
Durante los años que ejerciera como senador nacional, su grupo de seguidores aumentó considerablemente, lo que llevó a ejercer la Presidencia del Comité Nacional de Radicales Antipersonalistas  y, en 1943 ser postulado como precandidato a la fórmula para la Presidencia de la Nación por la Concordancia, para las elecciones de 1944.

### Retiro de la vida política
En 1946 asumió la Presidencia Juan Domingo Perón, cuyo Vicepresidente  era Hortensio Quijano, amigo personal de Cepeda. Por encargo de Perón, Quijano trató en vano de obtener el apoyo de Cepeda, quien siempre se negó dado que si bien acordaba con algunas de las ideas de gobierno, disentía con otras.
Alejado de la política, en la que había trabajado durante toda su vida falleció en su ciudad natal el 10 de mayo de 1954.